# هوارد إيسلي
هوارد إيسلي (بالإنجليزية: Howard Eisley)‏ مواليد 4 ديسمبر 1972 في ديترويت، هو لاعب كرة سلة أمريكي معتزل أصبح مدرباً مساعدا بدأ مسيرته الاحترافية في سنة 1994. تم اختياره من قبل فريق مينيسوتا تمبر ولفز خلال الدرافت وهو مدرب مساعد لفريق نيويورك نيكس. يبلغ طوله 6 قدم 2 بوصة (1.9 م). اعتزل اللعب في 2006. أحرز خلال مسيرته في الإن بي إيه 5116 نقطة بمعدل 6.5 نقاط في المباراة الواحدة.

## المسيرة الاحترافية
لعب مع مينيسوتا تمبر ولفز في موسم 1994–1995، ثم لعب مع سان أنطونيو سبرز في سنة 1995، ثم لعب مع يوتا جاز من سنة 1995 إلى 2000، ثم لعب مع دالاس مافيريكس في موسم 2000–2001، ثم لعب مع نيويورك نيكس من سنة 2001 إلى 2004، ثم لعب مع فينيكس صنز في سنة 2004، ثم لعب مع يوتا جاز في موسم 2004–2005، ثم لعب مع لوس أنجلوس كليبرز في موسم 2005–2006، ثم لعب مع دنفر ناغتس في سنة 2006.

## روابط خارجية
- هوارد إيسلي على موقع إن بي أي (الإنجليزية)
- هوارد إيسلي على موقع سبورتس رفرنس (الإنجليزية)
- هوارد إيسلي على موقع كرة السلة الأوروبية.كوم (الإنجليزية)
- هوارد إيسلي على موقع كلية كرة السلة في سبورتس رفرنس.كوم (الإنجليزية)
- هوارد إيسلي على موقع ريلجم (الإنجليزية)
- هوارد إيسلي على موقع بروبوليرز (الإنجليزية)
- هوارد إيسلي على موقع سبورتس رفرنس (الإنجليزية)